# Demminer RV 1929
Der Demminer Radballverein 1929 e.V. (kurz: Demminer RV 1929) ist ein Radballverein der Hansestadt Demmin in Mecklenburg-Vorpommern, der aus der BSG Aufbau Demmin hervorging.

## Geschichte
Die Wurzeln des Demminer Hallenradsportes reichen laut Überlieferung bis in die 1920er Jahre zurück. Der damalige Vorsitzende, Emil Lafere, war auch gleichzeitig mit seinen Mitgliedern Angehöriger des Demminer Radfahrvereins, wo auch ganze Familien mit einbezogen wurden. Diese Sportart wurde zur damaligen Zeit hauptsächlich, in den Sälen von Gaststätten und Gesellschaftshäusern betrieben, wo neben dem Radballsport auch dem Kunstradfahren, sowie dem Reigenfahren nachgegangen wurde. In Demmin hatte der Hallensport auf Stuterhof im ehemaligen Gewerkschaftshaus sein zu Hause.
In der Zeit des Zweiten Weltkrieges und der Zeit danach war diese Sportart in Demmin völlig zum Erliegen gekommen. Durch den gebürtigen Stettiner Erich Strauß, den es nach der Kriegsgefangenschaft nach Demmin verschlagen hatte, begann Anfang der 1950er Jahre das Herz des Demminer Radsportes wieder zu schlagen. Erich Strauß war für den Demminer Radsport ein Glücksfall, denn er war zu seiner Zeit einer der Leistungsträger im Hallenradsport. Seine Teilnahme bei den Weltmeisterschaften vor dem Kriege brachten ihm und seinem Partner Herrn Reinhold Röpke einen 4. Platz. Er begann systematisch den Hallenradsport in Demmin wieder aufzubauen. Seine Liebe galt allerdings nicht nur dem Radball, sondern auch dem Kunstrad- sowie dem Reigenfahren widmete er seine ganze Leidenschaft. Auch beim Straßenrennfahren war er stets zu Gast und engagierte sich auch bei ihnen.
Der Demminer Radballverein war zu DDR-Zeiten zusammen mit anderen Sportarten wie dem Federball, Kraftsport und Schach in der BSG Aufbau Demmin eingegliedert. In den 1960er Jahren schafften es das damalige Duo Landt/Krumrey im Männerbereich sowie Selent/Strauß im Jugendbereich den Sprung in die DDR-Liga (2. Liga). Diese Mannschaften bestimmten über Jahre das Niveau mit im Norden. Selbst bei internationalen Vergleichen wurde gut mitgespielt. In den 1970er Jahren waren es dann die Nachwuchsspieler, die durch ihren Erfolg auf sich aufmerksam machten und Vereinsgeschichte mit schrieben.
Nach dem plötzlichen Tod vom langjährigen Vereinsvorsitzenden Erich Strauß stand der Demminer Radballverein kurz vor seiner Auflösung. Material, Finanzen sowie Mitgliederzahlen waren kaum noch vorhanden. Mit drei bis vier Leuten versuchte man den damaligen Verein am Leben zu erhalten. Der Sportfreund Thomas Panzer übernahm dann das Amt des Sektionsleiters. Es sollte aber Jahre dauern, ehe der Verein sich wieder erholte, denn der Nachwuchsbereich war fast zusammengebrochen.
Nach der Wende wurde der Verein eigenständig unter dem Namen Demminer Radballverein 1929 e.V. Unter Leitung von Sportfreund Panzer begann der Neubeginn in Richtung Jugendarbeit. Zusammen mit Werner Schmidt versuchten sie dann, unter den damaligen Bedingungen, den Verein am Leben zu erhalten. 1980 zog man von der damaligen Pestalozzi-Oberschule (heutiges Gymnasium) in die Jahnturnhalle, wo man endlich auch einen eigenen Vereinsraum für die Unterbringung von Räder und Material bekam.
Heute zählt der Verein über 40 Mitglieder und es wird in allen Altersklassen gespielt. Nur das Kunst- bzw. Reigenfahren wird seit Mitte der 1960er Jahre nicht mehr ausgeübt. In Mecklenburg-Vorpommern zählt der Demminer RV 1929 heute wieder zu den Leistungsträgern im Hallenradsport und konnte auch gerade in jüngerer Vergangenheit durch gute Leistungen im Nachwuchsbereich auf sich aufmerksam machen. So wurden im Schüler- und Jugendbereich schon mehrere Landesmeister sowie Landespokale gewonnen. Selbst bei der Deutschen Meisterschaft spielte man sich schon öfter bis ins Halbfinale vor. Viele jener Spieler sind auch heute noch Leistungsträger beim Demminer RV und konnten sich in die ersten Männermannschaften spielen, was für hervorragende Nachwuchsarbeit spricht. In jüngster Zeit ist der Demminer Radballverein durch den Gewinn der Landesmeisterschaften im Männerbereich auch immer wieder bei den Aufstiegsspielen zur 2. Bundesliga vertreten. Fast ununterbrochen seit 1999 fahren Mannschaften des DRV zu den Turnieren und verpassten teilweise nur knapp das Finale. Erstmals nach der Wende konnten die Demminer 2008 mit Maik Selent und Christian Schienmann in die 2. Bundesliga aufsteigen. Dort behaupteten sie sich bis zur Saison 2013/2014. Zur Saison 2018/2019 schaffte Maik Selent mit seinem neuen Partner Sascha Michala erneut den Aufstieg in die 2. Bundesliga.

## Erfolge
| Historie der ersten Mannschaft | Historie der ersten Mannschaft | Historie der ersten Mannschaft | Historie der ersten Mannschaft |
| Saison | Platz                          | Liga                           | Spieler                        |
| --- | ------------------------------ | ------------------------------ | ------------------------------ |
| 1990/91 | 3. Platz                       | Oberliga (III)                 | T. Panzer/K. Dubbert           |
| 1991/92 | 8. Platz                       | Oberliga (III)                 | T. Panzer/K. Dubbert           |
| 1992/93 | 2. Platz                       | Verbandsliga (IV)              | T. Panzer/K. Dubbert           |
| 1993/94 | 1. Platz                       | Verbandsliga (IV)              | T. Panzer/K. Dubbert           |
| 1994/95 | 4. Platz                       | Oberliga (III)                 | T. Panzer/K. Dubbert           |
| 1995/96 | 6. Platz                       | Oberliga (III)                 | T. Panzer/K. Dubbert           |
| 1996/97 | 2. Platz                       | Verbandsliga (IV)              | T. Panzer/K. Dubbert           |
| 1997/98 | 4. Platz                       | Oberliga (III)                 | T. Panzer/K. Dubbert           |
| 1998/99 | 3. Platz                       | Oberliga (III)                 | R. Kriemann/M. Schmidt         |
| 1999/2000 | 4. Platz                       | Oberliga (III)                 | R. Kriemann/M. Schmidt         |
| 2000/01 | 2. Platz                       | Oberliga (III)                 | S. Redmann/C. Schienmann       |
| 2001/02 | 1. Platz                       | Oberliga (III)                 | S. Redmann/C. Schienmann       |
| 2002/03 | 1. Platz                       | Oberliga (III)                 | S. Redmann/C. Schienmann       |
| 2003/04 | 2. Platz                       | Oberliga (III)                 | S. Redmann/C. Schienmann       |
| 2004/05 | 1. Platz                       | Oberliga (III)                 | S. Redmann/C. Schienmann       |
| 2005/06 | 1. Platz                       | Oberliga (III)                 | S. Redmann/H. Krumbholz        |
| 2006/07 | 1. Platz                       | Oberliga (III)                 | S. Redmann/H. Krumbholz        |
| 2007/08 | 2. Platz                       | Oberliga (III)                 | S. Redmann/H. Krumbholz        |
| 2008/09 | 8. Platz                       | 2. Bundesliga Nord (II)        | M. Selent/C. Schienmann        |
| 2009/10 | 8. Platz                       | 2. Bundesliga Nord (II)        | M. Selent/C. Schienmann        |
| 2010/11 | 9. Platz                       | 2. Bundesliga Nord (II)        | M. Selent/C. Schienmann        |
| 2011/12 | 3. Platz                       | 2. Bundesliga Nord (II)        | M. Selent/C. Schienmann        |
| 2012/13 | 8. Platz                       | 2. Bundesliga Nord (II)        | M. Selent/C. Schienmann        |
| 2013/14 | 11. Platz                      | 2. Bundesliga Nord (II)        | M. Selent/C. Schienmann        |
| 2014/15 | 2. Platz                       | Oberliga (III)                 | M. Selent/C. Schienmann        |
| 2015/16 | 2. Platz                       | Oberliga (III)                 | M. Selent/C. Schienmann        |
| 2016/17 | 1. Platz                       | Oberliga (III)                 | M. Selent/C. Schienmann        |
| 2017/18 | 1. Platz                       | Oberliga (III)                 | M. Selent/C. Schienmann        |
| 2018/19 | 3. Platz                       | 2. Bundesliga Nord (II)        | M. Selent/S. Michala           |
| 2019/20 | - (c)                          | 2. Bundesliga Nord (II)        | M. Selent/S. Michala           |
| 2020/21 | - (c)                          | 2. Bundesliga Nord (II)        | M. Selent/S. Michala           |
| 2021/22 | 14. Platz                      | 2. Bundesliga Nord (II)        | M. Selent/S. Michala           |
| 2022/23 | . Platz                        | Oberliga (III)                 |                                |
| grün unterlegt: Landesmeister violett unterlegt: Aufstieg in die Oberliga gelb unterlegt: Spielzeit auf nationaler Ebene rot unterlegt: Abstieg |                                |                                |                                |

Auf Grund der begrenzten Aufzeichnungen können nicht alle Erfolge aufgeführt werden.
In der Saison 2006 wurde die erste Mannschaft des Demminer RV 1929 Redmann/Krumbholz als beste Mannschaft des Landkreises Demmin ausgezeichnet.

### National
- Aufstiegsspiele 1. Bundesliga
  - 2012: Halbfinale - Maik Selent / Christian Schienmann - 5. Platz
  - 2019: Halbfinale - Maik Selent / Sascha Michala - 6. Platz

- 2. Bundesliga
  - 1963: Franz Krumrey / Günter Landt (DDR)
  - 2009: Maik Selent / Christian Schienmann - 8. Platz (Gruppe Nord)
  - 2010: Maik Selent / Christian Schienmann - 8. Platz (Gruppe Nord)
  - 2011: Maik Selent / Christian Schienmann - 9. Platz (Gruppe Nord)
  - 2012: Maik Selent / Christian Schienmann - 3. Platz (Gruppe Nord)
  - 2013: Maik Selent / Christian Schienmann - 8. Platz (Gruppe Nord)
  - 2014: Maik Selent / Christian Schienmann - 11. Platz (Gruppe Nord)
  - 2019: Maik Selent / Sascha Michala - 3. Platz (Gruppe Nord)
  - 2020: Maik Selent / Sascha Michala - ohne Wertung (Gruppe Nord) (c)
  - 2021: Maik Selent / Sascha Michala - ohne Wertung (Gruppe Nord) (c)
  - 2022: Maik Selent / Sascha Michala - 14. Platz (Gruppe Nord)

- Aufstiegsspiele 2. Bundesliga
  - 1962: Finale - Franz Krumrey / Günter Landt - Aufstieg (DDR)
  - 1982: Finale - - 5. Platz (DDR)
  - 2003: Halbfinale - Steffen Redmann / Christian Schienmann - 4. Platz
  - 2004: Halbfinale - Mario Knuth / Sven Minasch - 5. Platz
  - 2005:
    - Halbfinale - Steffen Redmann / Christian Schienmann - 2. Platz
    - Finale - Steffen Redmann / Christian Schienmann - 5. Platz

  - 2006: Halbfinale - Steffen Redmann / Henrik Krumbholz - 4. Platz
  - 2007: Halbfinale - Steffen Redmann / Henrik Krumbholz - 5. Platz
  - 2008:
    - Halbfinale - Maik Selent / Christian Schienmann - 1. Platz
    - Finale - Steffen Redmann / Maik Selent - 2. Platz (Aufstieg)

  - 2017: Halbfinale - Maik Selent / Christian Schienmann - 4. Platz
  - 2018:
    - Halbfinale - Maik Selent / Sascha Michala - 3. Platz
    - Finale - Maik Selent / Sascha Michala - 1. Platz (Aufstieg)

  - 2019: Halbfinale - Christian Schienmann / Torsten Selent - 6. Platz

- Deutsche Meisterschaft Nachwuchs
  - Viertelfinale
    - Junioren: 1994, 1995, 1996, 1999, 2000, 2002, 2003 (zwei Teams), 2005
    - Jugend: 1998, 2002 (zwei Teams), 2003, 2012, 2013
    - Schüler A: 1999, 2000, 2002
    - Schüler B: 1997, 1998

  - Halbfinale
    - Junioren: 1994, 1996, 2000, 2002, 2003
    - Jugend: 1998, 2002
    - Schüler A: 2000, 2002
    - Schüler B: 1997, 1998

- Deutschlandpokal Elite
  - 2000: Achtelfinale - René Kriemann / Mathias Schmidt - 6. Platz
  - 2002: Achtelfinale - Steffen Redmann / Christian Schienmann - 5. Platz
  - 2003:
    - Achtelfinale - Steffen Redmann / Christian Schienmann - 4. Platz
    - Viertelfinale - Steffen Redmann / Christian Schienmann - 6. Platz

  - 2004: Achtelfinale - Steffen Redmann / Christian Schienmann - 3. Platz
  - 2005: Achtelfinale - Steffen Redmann / Christian Schienmann - 4. Platz
  - 2006: Achtelfinale - Steffen Redmann / Henrik Krumbholz - 4. Platz
  - 2007: Achtelfinale - Steffen Redmann / Henrik Krumbholz - 4. Platz
  - 2009:
    - Achtelfinale - Maik Selent / Christian Schienmann - 3. Platz
    - Achtelfinale - Steffen Redmann / Henrik Krumbholz - 5. Platz

  - 2010:
    - Achtelfinale - Maik Selent / Christian Schienmann - 1. Platz
    - Viertelfinale - Maik Selent / Christian Schienmann - 6. Platz

  - 2011: Achtelfinale - Maik Selent / Christian Schienmann - 6. Platz
  - 2012:
    - Achtelfinale - Maik Selent / Christian Schienmann - 1. Platz
    - Viertelfinale - Maik Selent / Christian Schienmann - 3. Platz

  - 2013: Achtelfinale - Maik Selent / Christian Schienmann - 3. Platz
  - 2014: Achtelfinale - Maik Selent / Christian Schienmann - 3. Platz
  - 2017:
    - Achtelfinale - Maik Selent / Christian Schienmann - 2. Platz
    - Viertelfinale - Maik Selent / Christian Schienmann - 3. Platz

  - 2019:
    - Achtelfinale - Maik Selent / Sascha Michala - 2. Platz
    - Viertelfinale - Maik Selent / Sascha Michala - 2. Platz
    - Halbfinale - Maik Selent / Sascha Michala - 5. Platz

  - 2020:
    - Achtelfinale - Maik Selent / Sascha Michala - 1. Platz
    - Viertelfinale - Maik Selent / Torsten Selent - 5. Platz

- Deutschlandpokal U23
  - 2005: Viertelfinale - Manuel Femmer / Henrik Krumbholz - 4. Platz

### Regional
| Klasse                | Gold | Silber | Bronze | Gesamt |
| --------------------- | ---- | ------ | ------ | ------ |
| Amateure (inkl. DDR)  | 18   | 30     | 8      | 56     |
| Junioren              | 8    | 10     | 1      | 19     |
| Jugend (inkl. DDR)    | 9    | 13     | 3      | 25     |
| Schüler A (inkl. DDR) | 7    | 4      | 3      | 14     |
| Schüler B             | 3    | 3      | 1      | 7      |

- Bezirksmeister (bis 1990)
  - Amateure: 1970, 1971, 1972, 1976, 1983
  - Jugend: 1962, 1967, 1968, 1981
  - Schüler: 1987

- Vizebezirksmeister (bis 1990)
  - Amateure: 1969, 1977, 1978, 1979, 1980, 1982, 1983, 1987, 1988, 1990
  - Jugend: 1963, 1965, 1967, 1969
  - Schüler: 1971

- Bezirkspokalsieger (bis 1990)
  - Amateure: 1986

- Landesmeister (ab 1991)
  - Amateure: 1999, 2000, 2002, 2003, 2004, 2005, 2006, 2007, 2008, 2017, 2018, 2019, 2022
  - Junioren: 1993, 1994, 1995, 1996, 2002, 2003, 2004, 2005
  - Jugend: 1994, 1998, 2000, 2001, 2002
  - Schüler A: 1999, 2000, 2001, 2002, 2007, 2009
  - Schüler B: 1997, 1998, 2000

- Vizelandesmeister (ab 1991)
  - Amateure: 1991, 1993, 1994, 1995, 1997, 2000, 2001, 2003, 2004, 2005, 2006, 2008, 2009, 2010, 2011, 2012, 2013, 2014, 2015, 2016
  - Junioren: 1999, 2000, 2001, 2002, 2003, 2004, 2007, 2008, 2013, 2014
  - Jugend: 1992, 1993, 1999, 2001, 2002, 2003, 2011, 2012, 2013
  - Schüler A: 1996, 1997, 2000
  - Schüler B: 1994, 1995, 1998

- Landespokalsieger (ab 1991)
  - Amateure: 1991, 1994, 1995, 1999, 2008, 2009, 2015, 2016
  - Junioren: 1993, 1995, 1996, 2002, 2003
  - Jugend: 1993, 1994, 1998, 2000, 2001, 2002, 2003
  - Schüler A: 1996, 1999, 2000, 2001, 2002, 2009
  - Schüler B: 1994, 1995, 1998, 2000

## Vereinsturniere
Erich-Strauß-Gedenkturnier
Das Gedenkturnier zu Ehren von Erich Strauß findet jedes Jahr am ersten Oktoberwochenende in der Demminer Jahnturnhalle statt. Seit 1981 spielen zahlreiche Teams um den Wanderpokal. Zu den Stammgästen der letzten Jahre wie Neubrandenburg, Magdeburg, Neuruppin, Gardelegen, Mühlenbeck und Gastgeber Demmin gesellen sich immer wieder starke deutsche und teilweise ausländische Teams. So war schon die dänische und die belgische Nationalmannschaft beim Gedenkturnier am Start. Bis zum Tod von Irma Strauß, der Witwe von Erich Strauß, im Jahre 2011 wurde das Turnier durch sie und Vertreter der Hansestadt, sowie natürlich den Vereinsvorsitzenden eröffnet. Das Gedenkturnier zählt zu den stärksten Radballturnieren in Norddeutschland.
Sieger
| Jahr     | Verein                        | Spieler                               | Land                                          |
| -------- | ----------------------------- | ------------------------------------- | --------------------------------------------- |
| 1981     | SV BW Perleberg               |                                       | Brandenburg (GER)                             |
| 1982     | SG Caputh                     |                                       | Brandenburg (GER)                             |
| 1983     | SG Caputh                     |                                       | Brandenburg (GER)                             |
| 1984     | SG Caputh                     |                                       | Brandenburg (GER)                             |
| 1985     | SG Caputh                     |                                       | Brandenburg (GER)                             |
| 1986     | SG Caputh                     |                                       | Brandenburg (GER)                             |
| 1987     | SV Fortuna ’50 Neubrandenburg | Manfred Selent / Axel Richert         | Mecklenburg-Vorpommern (GER)                  |
| 1988     | RSV Wittenberge               |                                       | Brandenburg (GER)                             |
| 1989     | SV Fortuna '50 Neubrandenburg | Manfred Selent / Wolfgang Schoknecht  | Mecklenburg-Vorpommern (GER)                  |
| 1990     | SV BW Perleberg               |                                       | Brandenburg (GER)                             |
| 1991     | Demminer RV 1929              | René Kriemann / Werner Schmidt        | Mecklenburg-Vorpommern (GER)                  |
| 1992     | SV Fortuna '50 Neubrandenburg | Manfred Selent / Torsten Selent       | Mecklenburg-Vorpommern (GER)                  |
| 1993     | Demminer RV 1929              |                                       | Mecklenburg-Vorpommern (GER)                  |
| 1994     | Demminer RV 1929              |                                       | Mecklenburg-Vorpommern (GER)                  |
| 1995     | SV Fortuna '50 Neubrandenburg | Jens Hetzel / Torsten Selent          | Mecklenburg-Vorpommern (GER)                  |
| 1996     | SV Fortuna '50 Neubrandenburg | Maik Selent / Torsten Selent          | Mecklenburg-Vorpommern (GER)                  |
| 1997     | SV Fortuna '50 Neubrandenburg | Manfred Selent / Jens Hetzel          | Mecklenburg-Vorpommern (GER)                  |
| 1998     | Demminer RV 1929              | Michael Möller / Christian Schienmann | Mecklenburg-Vorpommern (GER)                  |
| 1999     | SV Fortuna '50 Neubrandenburg | Manfred Selent / Jens Hetzel          | Mecklenburg-Vorpommern (GER)                  |
| 2000     | SV Fortuna '50 Neubrandenburg | Maik Selent / Torsten Selent          | Mecklenburg-Vorpommern (GER)                  |
| 2001     |                               |                                       | unbekannt                                     |
| 2002     | SV Fortuna '50 Neubrandenburg | Maik Selent / Torsten Selent          | Mecklenburg-Vorpommern (GER)                  |
| 2003     | SV Fortuna '50 Neubrandenburg | Maik Selent / Torsten Selent          | Mecklenburg-Vorpommern (GER)                  |
| 2004     | SV Fortuna '50 Neubrandenburg | Maik Selent / Torsten Selent          | Mecklenburg-Vorpommern (GER)                  |
| 2005     | SV Fortuna '50 Neubrandenburg | Maik Selent / Torsten Selent          | Mecklenburg-Vorpommern (GER)                  |
| 2006     | Demmin/Gent                   | Mario Knuth / Peter Martens           | Mecklenburg-Vorpommern (GER) / Flandern (BEL) |
| 2007     | RVG Nord Berlin               | Thomas Sabin / Torsten Selent         | Berlin (GER)                                  |
| 2008     | Leipzig/Berlin                | Nils Dreyhaupt / Torsten Selent       | Sachsen (GER) / Berlin (GER)                  |
| 2009     | Demminer RV 1929              | Maik Selent / Christian Schienmann    | Mecklenburg-Vorpommern (GER)                  |
| 2010     | RVG Nord Berlin               | Christian Rochler / Torsten Selent    | Berlin (GER)                                  |
| 2011     | KSC Leipzig                   | Sven Broedel / Nils Dreyhaupt         | Sachsen (GER)                                 |
| 2012 (a) | nicht ausgespielt             |                                       |                                               |
| 2013     | KSC Leipzig                   | Sven Broedel / Nils Dreyhaupt         | Sachsen (GER)                                 |
| 2014     | RSV Großkoschen               | Normann Tuppatsch / Tobias Kolba      | Brandenburg (GER)                             |
| 2015     |                               |                                       | unbekannt                                     |
| 2016     | RVG Nord Berlin               | Christian Rochler / Torsten Selent    | Berlin (GER)                                  |
| 2017 (b) | nicht ausgespielt             |                                       |                                               |
| 2018     | Demminer RV 1929              | Maik Selent / Sascha Michala          | Mecklenburg-Vorpommern (GER)                  |
| 2019     | Demminer RV 1929              | Maik Selent / Sascha Michala          | Mecklenburg-Vorpommern (GER)                  |
| 2020 (c) | nicht ausgespielt             |                                       |                                               |

Zweitplatzierte
| Jahr     | Verein                        | Spieler                                | Land                         |
| -------- | ----------------------------- | -------------------------------------- | ---------------------------- |
| 1981     | SG Caputh                     |                                        | Brandenburg (GER)            |
| 1982     | SV BW Perleberg               |                                        | Brandenburg (GER)            |
| 1983     | RSV Schwerin                  |                                        | Mecklenburg-Vorpommern (GER) |
| 1984     | RV Unseburg                   |                                        | Sachsen-Anhalt (GER)         |
| 1985     | SV Post Gardelegen            |                                        | Sachsen-Anhalt (GER)         |
| 1986     | SV Post Gardelegen            |                                        | Sachsen-Anhalt (GER)         |
| 1987     | SG Ludwigsfelde               |                                        | Brandenburg (GER)            |
| 1988     | SG Caputh                     |                                        | Brandenburg (GER)            |
| 1989     | SG Ludwigsfelde               |                                        | Brandenburg (GER)            |
| 1990     | RSG Rostock                   |                                        | Mecklenburg-Vorpommern (GER) |
| 1991     | SV Berne Bremen               |                                        | Bremen (GER)                 |
| 1992     | RSG Rostock                   |                                        | Mecklenburg-Vorpommern (GER) |
| 1993     | SV Fortuna '50 Neubrandenburg | Manfred Selent / Torsten Selent        | Mecklenburg-Vorpommern (GER) |
| 1994     | SV Fortuna '50 Neubrandenburg |                                        | Mecklenburg-Vorpommern (GER) |
| 1995     | SV Fortuna '50 Neubrandenburg | Manfred Selent / Maik Selent           | Mecklenburg-Vorpommern (GER) |
| 1996     | Demminer RV 1929              | René Kriemann / Jens Hetzel            | Mecklenburg-Vorpommern (GER) |
| 1997     | Demminer RV 1929              | Torsten Steuer / Mathias Schmidt       | Mecklenburg-Vorpommern (GER) |
| 1998     | RKB Hamburg Bille             |                                        | Hamburg (GER)                |
| 1999     | Demminer RV 1929              | Steffen Redmann / Christian Schienmann | Mecklenburg-Vorpommern (GER) |
| 2000     | Demminer RV 1929              | Mario Knuth / Sven Minasch             | Mecklenburg-Vorpommern (GER) |
| 2001     |                               |                                        | unbekannt                    |
| 2002     | RVG Nord Berlin               | Giovanni Dietz / Thomas Sabin          | Berlin (GER)                 |
| 2003     | SV Post Magdeburg             | Ronny Sievers / Fabian Kittler         | Sachsen-Anhalt (GER)         |
| 2004     | Demminer RV 1929              | Steffen Redmann / Christian Schienmann | Mecklenburg-Vorpommern (GER) |
| 2005     | KSC Leipzig                   | Oliver Uhlirsch / Christian Kühn       | Sachsen (GER)                |
| 2006     | SG Niederlauterstein          | Marco Buschbeck / Falk Langer          | Sachsen (GER)                |
| 2007     | Demminer RV 1929              | Maik Selent / Christian Schienmann     | Mecklenburg-Vorpommern (GER) |
| 2008     | Demminer RV 1929              | Maik Selent / Christian Schienmann     | Mecklenburg-Vorpommern (GER) |
| 2009     | SV Post Magdeburg             | Matthias Gollos / Fabian Kittler       | Sachsen-Anhalt (GER)         |
| 2010     | Demminer RV 1929              | Maik Selent / Christian Schienmann     | Mecklenburg-Vorpommern (GER) |
| 2011     | Demminer RV 1929              | Maik Selent / Christian Schienmann     | Mecklenburg-Vorpommern (GER) |
| 2012 (a) | nicht ausgespielt             |                                        |                              |
| 2013     | Demminer RV 1929              | Maik Selent / Christian Schienmann     | Mecklenburg-Vorpommern (GER) |
| 2014     | Leipzig/Berlin                | Nils Dreyhaupt / Torsten Selent        | Sachsen (GER) / Berlin (GER) |
| 2015     |                               |                                        | unbekannt                    |
| 2016     | Demminer RV 1929              | Maik Selent / Christian Schienmann     | Mecklenburg-Vorpommern (GER) |
| 2017 (b) | nicht ausgespielt             |                                        |                              |
| 2018     | FSV Brandenburg               | Albert Deuter / Max Förster            | Brandenburg (GER)            |
| 2019     | Demminer RV 1929              | Michael Möller / Torsten Selent        | Mecklenburg-Vorpommern (GER) |
| 2020 (c) | nicht ausgespielt             |                                        |                              |

Drittplatzierte
| Jahr     | Verein                        | Spieler                              | Land                         |
| -------- | ----------------------------- | ------------------------------------ | ---------------------------- |
| 1981     | SV Fortuna '50 Neubrandenburg | Manfred Selent / Wolfgang Schoknecht | Mecklenburg-Vorpommern (GER) |
| 1982     | SV Fortuna '50 Neubrandenburg | Manfred Selent / Wolfgang Schoknecht | Mecklenburg-Vorpommern (GER) |
| 1983     | SV Fortuna '50 Neubrandenburg | Manfred Selent / Axel Richert        | Mecklenburg-Vorpommern (GER) |
| 1984     | RSG Rostock                   |                                      | Mecklenburg-Vorpommern (GER) |
| 1985     | RSV Hennigsdorf               |                                      | Brandenburg (GER)            |
| 1986     | SV Fortuna '50 Neubrandenburg |                                      | Mecklenburg-Vorpommern (GER) |
| 1987     | Demminer RV 1929              |                                      | Mecklenburg-Vorpommern (GER) |
| 1988     | RV Werdau                     |                                      | Sachsen (GER)                |
| 1989     | Demminer RV 1929              |                                      | Mecklenburg-Vorpommern (GER) |
| 1990     | SV Fortuna '50 Neubrandenburg |                                      | Mecklenburg-Vorpommern (GER) |
| 1991     | SV Berne Bremen               |                                      | Bremen (GER)                 |
| 1992     | Demminer RV 1929              | René Kriemann / Werner Schmidt       | Mecklenburg-Vorpommern (GER) |
| 1993     | Demminer RV 1929              | Torsten Steuer / Mathias Schmidt     | Mecklenburg-Vorpommern (GER) |
| 1994     | Demminer RV 1929              |                                      | Mecklenburg-Vorpommern (GER) |
| 1995     | RRC 1909/90 Neuruppin         |                                      | Brandenburg (GER)            |
| 1996     | Demminer RV 1929              | Thomas Panzer / Karsten Dubbert      | Mecklenburg-Vorpommern (GER) |
| 1997     | Demminer RV 1929              | Werner Schmidt / Karsten Dubbert     | Mecklenburg-Vorpommern (GER) |
| 1998     | Demminer RV 1929              | Torsten Steuer / Mathias Schmidt     | Mecklenburg-Vorpommern (GER) |
| 1999     | SV BW Perleberg               |                                      | Brandenburg (GER)            |
| 2000     | Demminer RV 1929              | Werner Schmidt / Mathias Schmidt     | Mecklenburg-Vorpommern (GER) |
| 2001     |                               |                                      | unbekannt                    |
| 2002     | SV Post Magdeburg             | Ronny Sievers / Fabian Kittler       | Sachsen-Anhalt (GER)         |
| 2003     | SV Post Gardelegen            | Andreas Friedrich / Stephan Campe    | Sachsen-Anhalt (GER)         |
| 2004     | SV Mühlenbeck                 | Andreas Lyson / Hubertus Willberger  | Brandenburg (GER)            |
| 2005     | Demminer RV 1929              | Steffen Redmann / Henrik Krumbholz   | Mecklenburg-Vorpommern (GER) |
| 2006     | Demminer RV 1929              | Steffen Redmann / Henrik Krumbholz   | Mecklenburg-Vorpommern (GER) |
| 2007     | Demminer RV 1929              | Steffen Redmann / Henrik Krumbholz   | Mecklenburg-Vorpommern (GER) |
| 2008     | Demminer RV 1929              | Steffen Redmann / Henrik Krumbholz   | Mecklenburg-Vorpommern (GER) |
| 2009     | RVG Nord Berlin               | Christian Rochler / Torsten Selent   | Berlin (GER)                 |
| 2010     | RfV Wiednitz                  | Henrik Krumbholz / Sascha Michala    | Sachsen (GER)                |
| 2011     | RSV Schwerin                  | Steffen Redmann / Steffen Kamitz     | Mecklenburg-Vorpommern (GER) |
| 2012 (a) | nicht ausgespielt             |                                      |                              |
| 2013     | FSV Brandenburg               | Albert Deuter / Charlie Förster      | Brandenburg (GER)            |
| 2014     | FSV Brandenburg               | Albert Deuter / Charlie Förster      | Brandenburg (GER)            |
| 2015     |                               |                                      | unbekannt                    |
| 2016     | FSV Brandenburg               | Florian Körner / Charlie Förster     | Brandenburg (GER)            |
| 2017 (b) | nicht ausgespielt             |                                      |                              |
| 2018     | Demmin/Neubrandenburg         | Torsten Selent / Jens Hetzel         | Mecklenburg-Vorpommern (GER) |
| 2019     | RC Lostau                     | Markus Rogge / Nicky Rogge           | Sachsen-Anhalt (GER)         |
| 2020 (c) | nicht ausgespielt             |                                      |                              |

Peenefestturnier
Das Peenefestturnier findet seit 1992 alljährlich zum Peenefest statt und ist ein Highlight im Eventkalender Demmins. Die Pokale und Preise sind von der Hansestadt Demmin gestiftet.
Sieger
| Jahr     | Verein            | Spieler                                | Land                         |
| -------- | ----------------- | -------------------------------------- | ---------------------------- |
| 2001     | Demminer RV 1929  | Werner Schmidt / Mathias Schmidt       | Mecklenburg-Vorpommern (GER) |
| 2002     | Demminer RV 1929  | Mathias Schmidt / Sven Minasch         | Mecklenburg-Vorpommern (GER) |
| 2003     | Demminer RV 1929  | Steffen Redmann / Christian Schienmann | Mecklenburg-Vorpommern (GER) |
| 2004     | Demminer RV 1929  | Mathias Schmidt / Christian Schienmann | Mecklenburg-Vorpommern (GER) |
| 2005     | Demminer RV 1929  | Mario Knuth / Sven Minasch             | Mecklenburg-Vorpommern (GER) |
| 2006     | Demminer RV 1929  | Steffen Redmann / Henrik Krumbholz     | Mecklenburg-Vorpommern (GER) |
| 2007     | Demminer RV 1929  | Mathias Schmidt / Christian Schienmann | Mecklenburg-Vorpommern (GER) |
| 2008     | Demminer RV 1929  | Steffen Redmann / Henrik Krumbholz     | Mecklenburg-Vorpommern (GER) |
| 2009     | Demminer RV 1929  | René Kriemann / Werner Schmidt         | Mecklenburg-Vorpommern (GER) |
| 2010     | Demminer RV 1929  | Maik Selent / Christian Schienmann     | Mecklenburg-Vorpommern (GER) |
| 2011     | Schwerin/Demmin   | Steffen Redmann / Sven Minasch         | Mecklenburg-Vorpommern (GER) |
| 2012     | Demminer RV 1929  | Michael Möller / Mathias Schmidt       | Mecklenburg-Vorpommern (GER) |
| 2013     |                   |                                        | unbekannt                    |
| 2014     |                   |                                        | unbekannt                    |
| 2015     |                   |                                        | unbekannt                    |
| 2016     | Demminer RV 1929  | Maik Selent / Christian Schienmann     | Mecklenburg-Vorpommern (GER) |
| 2017     | Demminer RV 1929  | Michael Möller / Maik Selent           | Mecklenburg-Vorpommern (GER) |
| 2018     | Demminer RV 1929  | Maik Selent / Sascha Michala           | Mecklenburg-Vorpommern (GER) |
| 2019     | Berlin/Wiednitz   | Christian Hommann / Tim Hillmann       | Berlin (GER) / Sachsen (GER) |
| 2020 (d) | nicht ausgespielt |                                        |                              |
| 2021 (d) | nicht ausgespielt |                                        |                              |
| 2022     | Demminer RV 1929  | Michael Möller / Maik Selent           | Mecklenburg-Vorpommern (GER) |

Silvesterturnier
Auch das Silvesterturnier wird alljährlich ausgespielt und findet, wie der Name sagt, immer am 31. Dezember statt. Seit 1989 werden am Vormittag die Teams ausgelost und spielen (je nach Teams eine Halbzeit) um den Wanderpokal. Das Turnier ist zum Ausklingen des Jahres gedacht und ist quasi die Vereinsmeisterschaft des Demminer RV 1929.
Sieger
| Jahr | Verein                        | Spieler                                  | Land                                             |
| ---- | ----------------------------- | ---------------------------------------- | ------------------------------------------------ |
| 2002 | Demmin/Neubrandenburg         | Mathias Schmidt / Torsten Selent         | Mecklenburg-Vorpommern (GER)                     |
| 2003 | Demmin/Neubrandenburg         | Michael Möller / Maik Selent             | Mecklenburg-Vorpommern (GER)                     |
| 2004 | SV Fortuna '50 Neubrandenburg | Manfred Selent / Torsten Selent          | Mecklenburg-Vorpommern (GER)                     |
| 2005 | Demmin/Neubrandenburg         | Steffen Redmann / Torsten Hruby          | Mecklenburg-Vorpommern (GER)                     |
| 2006 | Demminer RV 1929              | Michael Möller / Henrik Krumbholz        | Mecklenburg-Vorpommern (GER)                     |
| 2007 | Demminer RV 1929              | Steffen Redmann / Maik Selent            | Mecklenburg-Vorpommern (GER)                     |
| 2008 | Demminer RV 1929              | Christian Graf / Christian Schienmann    | Mecklenburg-Vorpommern (GER)                     |
| 2009 | Neetzow/Demmin                | Steffen Siebrecht / Christian Schienmann | Mecklenburg-Vorpommern (GER)                     |
| 2010 | nicht ausgespielt             |                                          |                                                  |
| 2011 | Neubrandenburg/Demmin         | Jens Hetzel / Christian Schienmann       | Mecklenburg-Vorpommern (GER)                     |
| 2012 | Demmin/Güstrow                | Maik Selent / Thilo Willert              | Mecklenburg-Vorpommern (GER)                     |
| 2013 |                               |                                          | unbekannt                                        |
| 2014 |                               |                                          | unbekannt                                        |
| 2015 | Freital/Demmin                | Henrik Krumbholz / Christian Schienmann  | Sachsen (GER) / Mecklenburg-Vorpommern (GER)     |
| 2016 | Demmin/Mühlenbeck             | Maik Selent / Christoph Iden             | Mecklenburg-Vorpommern (GER) / Brandenburg (GER) |
| 2017 | Demmin/Lüblow                 | Maik Selent / Peter Bohm                 | Mecklenburg-Vorpommern (GER)                     |
| 2018 | Demminer RV 1929              | Oliver Zeisberg / Torsten Selent         | Mecklenburg-Vorpommern (GER)                     |